# Măcin - Niculițel
Măcin - Niculițel este o arie protejată (arie de protecție specială avifaunistică — SPA) din România întinsă pe o suprafață de 67.308,8 ha, integral pe uscat.

## Localizare
Situl se întinde pe teritoriile administrative ale comunelor Carcaliu, Cerna, Frecăței, Greci, Hamcearca, Horia, I.C. Brătianu, Izvoarele, Jijila, Luncavița, Nalbant, Niculițel, Smârdan, Turcoaia, Valea Teilor și Văcăreni; și pe cele ale orașelor Isaccea și Măcin din județul Tulcea. Centrul sitului Măcin - Niculițel este situat la coordonatele 45°10′29″N 28°20′08″E / 45.174642°N 28.335622°E.

## Înființare
Situl Măcin - Niculițel a fost declarat arie de protecție specială avifaunistică (ROSPA0073) în octombrie 2007 pentru a proteja 78 de specii de animale.

## Biodiversitate
Situată în ecoregiunea de stepă, aria protejată nu include niciun habitat protejat. Situl se suprapune cu ariile naturale: Locul fosilifer Dealul Bujoarele, Parcul Național Munții Măcinului și Pădurea Valea Fagilor.
La baza desemnării sitului se află mai multe specii protejate de  păsări (78): uliu cu picioare scurte (Accipiter brevipes), gârliță mică (Anser erythropus), fâsă-de-câmp (Anthus campestris), acvilă de munte (Aquila chrysaetos), acvilă țipătoare mare (Aquila clanga), acvilă de câmp (Aquila heliaca), Aquila nipalensis, acvilă țipătoare mică (Aquila pomarina), stârc roșu (Ardea purpurea), buha (Bubo bubo), pasărea ogorului (Burhinus oedicnemus), șorecar mare (Buteo rufinus), ciocârlie-cu-degete-scurte (Calandrella brachydactyla), caprimulg (Caprimulgus europaeus), chirighiță-cu-obraz-alb (Chlidonias hybridus), barză albă (Ciconia ciconia), barză neagră (Ciconia nigra), șerpar (Circaetus gallicus), erete de stuf (Circus aeruginosus), erete vânăt (Circus cyaneus), erete alb (Circus macrourus), erete cenușiu (Circus pygargus), dumbrăveancă (Coracias garrulus), ciocănitoare cu spate alb (Dendrocopos leucotos), ciocănitoarea de stejar (Dendrocopos medius), ciocănitoare de grădină (Dendrocopos syriacus), ciocănitoare neagră (Dryocopus martius), egretă albă (Egretta alba), presură sură (Emberiza calandra), presură de grădină (Emberiza hortulana), șoim dunărean (Falco cherrug), șoim de iarnă (Falco columbarius), șoim călător (Falco peregrinus), vânturel de seară (Falco vespertinus), muscar-gulerat (Ficedula albicollis), muscar (Ficedula parva), cocor (Grus grus), vulturul pleșuv sur (Gyps fulvus), codalb (Haliaeetus albicilla), acvilă pitică (Hieraaetus pennatus), piciorong (Himantopus himantopus), sfrâncioc roșiatic (Lanius collurio), sfrânciocul cu frunte neagră (Lanius minor), ciocârlie de pădure (Lullula arborea), filomelă (Luscinia luscinia), privighetoare (Luscinia megarhynchos), prigoare (Merops apiaster), gaia neagră (Milvus migrans), codobatură galbenă (Motacilla alba), codobatura galbenă (Motacilla flava), muscar sur (Muscicapa striata), vultur egiptean (Neophron percnopterus), stârc de noapte (Nycticorax nycticorax), Oenanthe isabellina, pietrar negru (Oenanthe pleschanka), grangur (Oriolus oriolus), vultur pescar (Pandion haliaetus), pițigoi de livadă (Parus lugubris), vrabie negricioasă (Passer hispaniolensis), pelican creț (Pelecanus crispus), pelican mare alb (Pelecanus onocrotalus), viespar (Pernis apivorus), cormoran mic (Phalacrocorax pygmeus), codroș de munte (Phoenicurus ochruros), pitulice de munte (Phylloscopus collybita), ciocănitoare verzuie (Picus canus), lopătar (Platalea leucorodia), ciocântors (Recurvirostra avosetta), mărăcinar negru (Saxicola torquatus), silvie cu cap negru (Sylvia atricapilla), silvie de câmp (Sylvia communis), silvie-mică (Sylvia curruca), silvie porumbacă (Sylvia nisoria), fluierar de mlaștină (Tringa glareola), mierlă (Turdus merula), sturz-cântător (Turdus philomelos), sturz (Turdus pilaris), pupăză (Upupa epops).